# ديف نيومارك
ديف نيومارك (بالإنجليزية: Dave Newmark)‏ مواليد 11 سبتمبر 1946 في بروكلين، هو لاعب كرة سلة أمريكي سابق. بدأ مسيرته الاحترافية في سنة 1968. تم اختياره من قبل فريق شيكاغو بولز خلال الدرافت. يبلغ طوله 7 قدم 0 بوصة (2.1 م). اعتزل اللعب في 1974.

## المسيرة الاحترافية
لعب مع شيكاغو بولز في موسم 1968–1969، ثم لعب مع أتلانتا هوكس في موسم 1969–1970، ثم لعب مع كارولاينا كوغارز في موسم 1970–71 .

## روابط خارجية
- ديف نيومارك على موقع إن بي أي (الإنجليزية)
- ديف نيومارك على موقع سبورتس رفرنس (الإنجليزية)
- ديف نيومارك على موقع كلية كرة السلة في سبورتس رفرنس.كوم (الإنجليزية)
- ديف نيومارك على موقع ريلجم (الإنجليزية)
- ديف نيومارك على موقع بروبوليرز (الإنجليزية)